# Bhuwan Dhungana
Bhuwan Dhungana, auch Bhuvan Dungana (Nepali भुवन ढुङ्गाना; geb. 2. August 1947 in Biratnagar), ist eine nepalesische Autorin und Übersetzerin, die vor allem für ihre Kurzgeschichten bekannt wurde, aber auch Lyrik und journalistische Texte schreibt. Sie gilt als Sprachrohr für nepalesische Autorinnen.

## Leben und Werk
Bhuwan Dhungana wuchs in einer politisch engagierten Familie auf. Sie besuchte die Grundschule in Varanasi und schloss die Oberschule in Biratnagar, im Osten Nepals, ab. Anschließend studierte sie in Kathmandu Rechtswissenschaft. Sie erhielt ein Stipendium für die Visva-Bharati University in Shantiniketan in Indien. Dort studierte sie drei Jahre lang die klassisch indische Tanzkunst Manipuri und bengalische Literatur. Sie schloss dieses Studium 1971 mit einem Diplom ab. Sie führte ihre Ausbildung bis 1973 in einem Aufbaustudium an der Tribhuvan University fort.
Bhuwan Dhungana ist eine von nur vierzig Mitgliedern von PEN Nepal. Von 1991 bis 2001 war sie die Präsidentin diese Verbandes. Sie ist ebenfalls Mitglied in der Gruppe Gunjan, in der schreibende Frauen monatliche Treffen in Kathmandu organisieren, um gemeinsam intellektuelle Restriktionen für Frauen zu überwinden.
Ihre Kurzgeschichte "The Thousand Rupee Note" wurde in Urdu und ins Englische übertragen, eine weitere Kurzgeschichte liegt in japanischer Übersetzung vor.